# Stonefest

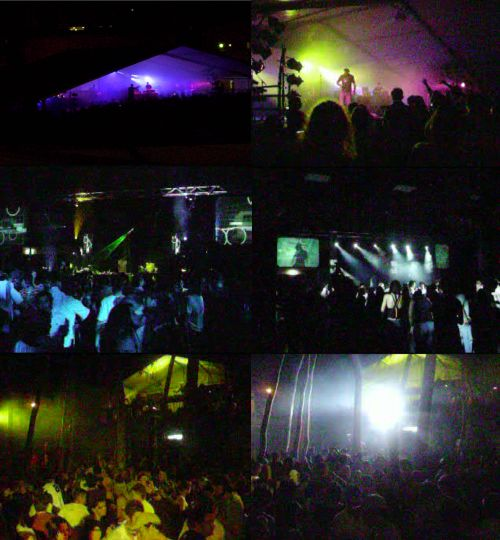
Impressionen vom Stonefest 2005

Das Stonefest (früher Stone Day genannt) ist ein Musikfestival in der australischen Hauptstadt Canberra. Es findet jeweils Ende Oktober (im australischen Frühling) auf dem Gelände der University of Canberra statt. Es ist das größte Musikfestival der Stadt und ist eines der beliebtesten des Landes.
Der frühere Name des Festivals geht auf die Grundsteinlegung der Universität durch Premierminister John Gorton am 28. Oktober 1968 zurück. Exakt vier Jahre später fand dann erstmals der Stone Day (Stein-Tag) statt. Bis 1976 hatten sich die verschiedenen Festivitäten (wovon das Musikfestival nur einen Teil bildet) auf über eine Woche ausgedehnt, weshalb man sie Stoneweek nannte. In den 1980er und 1990er Jahren wandelte sich das anfänglich studentische Vergnügen in ein Ereignis für alle. Im Jahr 2000 erfolgte die Umbenennung in Stonefest.
Nebst zahlreichen lokalen und in Australien erfolgreichen Bands traten in den letzten Jahren auch international bekannte Formationen auf, wie zum Beispiel The Von Bondies, Groove Armada, Electric Six oder The Living End.